# Escape (1940)
Escape is een Amerikaanse dramafilm uit 1940 onder regie van Mervyn LeRoy. Het scenario is gebaseerd op de gelijknamige roman uit 1939 van de Amerikaanse auteur Grace Zaring Stone.

## Verhaal
Emmy Ritter is een Duitse befaamde actrice in het theater, die wordt vastgehouden in een concentratiekamp. Ze zal binnenkort worden geëxecuteerd, maar krijgt steun van de sympathieke dokter Ditten. Hij geeft haar toestemming een brief te schrijven naar haar kinderen in Amerika. Deze zal pas worden bezorgd na haar dood. Haar zoon Mark Preysing reist naar Duitsland in de hoop zijn moeder te vinden, maar niemand wil hem helpen. Een Duitse officier vertelt hem dat ze is gearresteerd en dat hij maar beter terug naar Amerika kan gaan.
Mark geeft echter de moed niet op en zet zijn zoektocht voor. Een onbezorgde brief brengt hem naar het gebied waar ze gevangen wordt gehouden. Daar ontmoet hij gravin Ruby von Treck, een uit Amerika afkomstige weduwe en vraagt haar om haar hulp. Zij wil in eerste instantie zich niet met andermans zaken bemoeien, maar vraagt haar vriend, generaal Kurt von Kolb, waar Emmy zich bevindt. Van hem krijgt ze te horen dat zij gearresteerd is wegens verraad en binnenkort de doodstraf zal krijgen.
Niet veel later neemt Mark contact op met dokter Ditten, die net die avond Emmy's brief op de post wil doen. Hij haalt de dokter over Emmy medicijnen toe te dienen waardoor ze in coma raakt, zodat hij kan doen alsof ze is overleden en ze uit het kamp gevoerd kan worden. Mark helpt mee aan het complot en weet na enkele benauwde situaties zijn moeder uit het kamp te helpen ontsnappen. Ze rijden weg met de auto, maar komen vast te zitten in de sneeuw. Ze realiseren dat ze nergens naartoe kunnen en zoeken onderdak bij de gravin.
De volgende dag ontmoet hij Von Kolb, die jaloers wordt op Marks omgang met de gravin. Niet veel later vertrekt hij met zijn vermomde moeder naar het vliegveld. Von Kolb is ondertussen achter de ontsnapping gekomen en confronteert de gravin. Zij smeekt hem Emmy niet te ontmaskeren, maar Von Kolb is vastberaden de ontsnapping te saboteren. Ruby weet haar partner hiervan te weerhouden, door te vertellen dat ze houdt van Mark. Von Kolb is gechoqueerd en krijgt een hartaanval. Hierdoor hebben Mark en Emmy genoeg tijd om te ontsnappen.

## Rolverdeling
| Acteur            | Personage              |
| ----------------- | ---------------------- |
| Norma Shearer     | Gravin von Treck       |
| Robert Taylor     | Mark Preysing          |
| Conrad Veidt      | Generaal Kurt von Kolb |
| Alla Nazimova     | Emmy Ritter            |
| Felix Bressart    | Fritz Keller           |
| Albert Bassermann | Dokter Arthur Henning  |
| Philip Dorn       | Dokter Ditten          |
| Edgar Barrier     | Commissaris            |
| Bonita Granvilla  | Ursula                 |
| Elsa Basserman    | Mevrouw Henning        |
| Blanche Yurka     | Verpleegster           |
| Lisa Golm         | Anna                   |

## Achtergrond
Hoofdrolspeelster Norma Shearer zou in eerste instantie een rol spelen in de film Susan and God (1940), maar was niet tevreden met haar personage en trok zich terug om mee te werken aan Escape. Aanvankelijk zou Alfred Hitchcock de film regisseren, maar hij was bang dat Metro-Goldwyn-Mayer hem weinig artistieke vrijheid zou geven en trok zich daarom terug. Hierna kreeg Mervyn LeRoy de regietaak. Hij wilde Conrad Veidt voor de rol van de generaal, maar deze was niet beschikbaar. Paul Lukas werd gekozen, maar LeRoy was niet tevreden met de manier waarop deze het personage vertolkte en ontsloeg hem. Op dat moment bleek Veidt wel beschikbaar te zijn en kreeg alsnog de rol. Verscheidene acteurs gebruikten pseudoniemen omdat ze familieleden in Duitsland hadden en vreesden dat die in gevaar gebracht zouden worden door de nazi's als bekend zou worden dat ze familie hadden die meewerkte aan deze anti-nazifilm.
Escape werd een groot succes. Shearer kreeg veel lof voor haar rol. Haar vertolking van de gravin werd door menig bron haar allerbeste rol genoemd. Desondanks ging ze al twee jaar later met pensioen. De film zelf kreeg veel positieve recensies en werd gewaardeerd vanwege het spannende karakter ervan. De film werd in Duitsland verboden door Adolf Hitler.